# Ferdy
Ferdy, també coneguda com a Ferdy la formiga, és una sèrie de dibuixos animats infantil txec-britànica de televisió de 1984 basada en els llibres de dibuixos del mateix nom creats per l'autor txec Ondřej Sekora. Va ser produïda per Entertaining Cartoon Productions i animat per Harmony Gold USA. Està dirigida principalment a nens entre 3 i 10 anys i ha estat propietat de Entertaining Cartoon Productions and Licensing AG des de 2000. La sèrie gira entorn d'un petit nen-formiga anomenat Ferdy que s'embarca en una varietat d'aventures en la utopia d'insectes Käfertal amb els seus amics insectes. L'arc argumental sol durar fins a set episodis. En 2002, episodis selectes del doblatge a l'anglès de la sèrie van rebre una petita publicació en VHS als EUA. Mentre que l'any 2003, es publicà a la República Txeca tota la sèrie en format DVD.

## Personatges principals
- Ferdy
- Bug Butterfingers
- Cricket
- Arambula
- Grasshopper
- Woody
- Gwendolyn (Referred to as Laura in later episodes)
- Bug Sniffy
- Bug Gobbler
- Oskar